# 霧島市立国分小学校
霧島市立国分小学校（きりしましりつ こくぶしょうがっこう）は、鹿児島県霧島市国分中央二丁目にある市立の小学校。

## 概要
霧島市国分の西部に位置する小学校である。国分城の跡地に建てられ、石垣と堀が現存する。

## 沿革
- 1864年（元治元年） - 国分郷学問所が置かれる
- 1872年（明治05年） - 学制発布とともに都城県第16郷校となる
- 1873年（明治06年） - 鹿児島県第44郷校と改称
- 1874年（明治07年） - 本町分校、浜之市分校、住吉分校を設置
- 1875年（明治08年） - 本町分校は鹿児島県第80郷校として独立
- 1876年（明治09年） - 国分小学校設置　下等と上等の二段階が設けられる　-（鹿児島県第80郷校は出水口小学校となる、そののち、本町小学校、共駸小学校と名称変更）
- 1878年（明治11年） - 浜之市分校は浜之市小学校として分離後、真孝小学校と名称変更　-住吉分校は住吉小学校となる
- 1880年（明治13年） - 小浜分校を設置、そののち、小浜小学校として独立
- 1881年（明治14年） - 初等、中期、高等の三段階に改められる
- 1882年（明治15年） - （真孝小学校と住吉小学校が合併して、真浜小学校となる）
- 1886年（明治19年） - 小学校令改正により、国分尋常小学校となる　-（真浜小学校は富隈小学校となる）
- 1889年（明治22年） - 国分尋常高等小学校と改称
- 1892年（明治25年） - 新学令により、国分尋常小学校（４年）国分高等小学校（４年）と改称　-共駸小学校を統合
- 1897年（明治30年） - 赤痢大流行のため休業、閉鎖をする
- 1910年（明治43年） - 国分尋常高等小学校と改称
- 1928年（昭和03年）  - 校旗制定
- 1929年（昭和04年）  - 講堂建築
- 1941年（昭和16年） - 国分国民学校と改称
- 1947年（昭和22年） - 国分小学校と改称
- 1954年（昭和29年） - 校歌制定
- 1957年（昭和32年） - プール落成、テレビジョン設置
- 1960年（昭和35年） - 城山に学有林200aを設置
- 1962年（昭和37年） - 給食室・給食設備完備、特殊学級設置
- 1964年（昭和39年） - 旧国分高校跡に運動場を整備、創立90周年式典挙行
- 1974年（昭和49年） - 創立100周年記念事業
- 1984年（昭和59年） - 創立110周年式典及び記念音楽会
- 1994年（平成06年）  - 創立120周年式典挙行,、創立100周年記念タイムカプセル開き、１棟屋上に校訓を設置
- 2004年（平成16年） - 創立130周年記念文庫設置
- 2005年（平成17年） - 国分市と姶良郡6町の新設合併に伴い、霧島市立国分小学校と改称
- 2011年（平成23年） - １棟校舎・プール改修工事
- 2012年（平成24年） - ２棟校舎改修、４棟校舎増築
- 2013年（平成25年） - 体育館・３棟校舎改修、職員室等空調設備設置
- 2014年（平成26年） - グラウンド整備

## 校訓
- あかるく
- つよく
- やさしく

## 児童数
| 児童数 | 603    | 703    | 632    | 603    | 684    | 805    | 632    | 756    | 843    | 835    |  | 年度 | 昭和62 | 昭和63 |  |  |  |  |  |  |  |  |
| 児童数 | 815    | 787    |        |        |        |        |        |        |        |        |  |      |        |        |  |  |  |  |  |  |  |  |
| 年度   | 平成元 | 平成2  | 平成3  | 平成4  | 平成5  | 平成6  | 平成7  | 平成8  | 平成9  | 平成10 |  |      |        |        |  |  |  |  |  |  |  |  |
| 児童数 | 775    | 753    | 743    | 722    | 700    | 664    | 628    | 619    | 608    | 619    |  |      |        |        |  |  |  |  |  |  |  |  |
| 年度   | 平成11 | 平成12 | 平成13 | 平成14 | 平成15 | 平成16 | 平成17 | 平成18 | 平成19 | 平成20 |  |      |        |        |  |  |  |  |  |  |  |  |
| 児童数 | 593    | 587    | 545    | 569    | 590    | 628    | 645    | 655    | 682    | 705    |  |      |        |        |  |  |  |  |  |  |  |  |
| 年度   | 平成21 | 平成22 | 平成23 | 平成24 | 平成25 | 平成26 | 平成27 | 平成28 | 平成29 | 平成30 |  |      |        |        |  |  |  |  |  |  |  |  |
| 児童数 | 720    | 726    | 766    | 783    | 786    | 775    | 813    | 836    |        |        |  |      |        |        |  |  |  |  |  |  |  |  |